# Піта

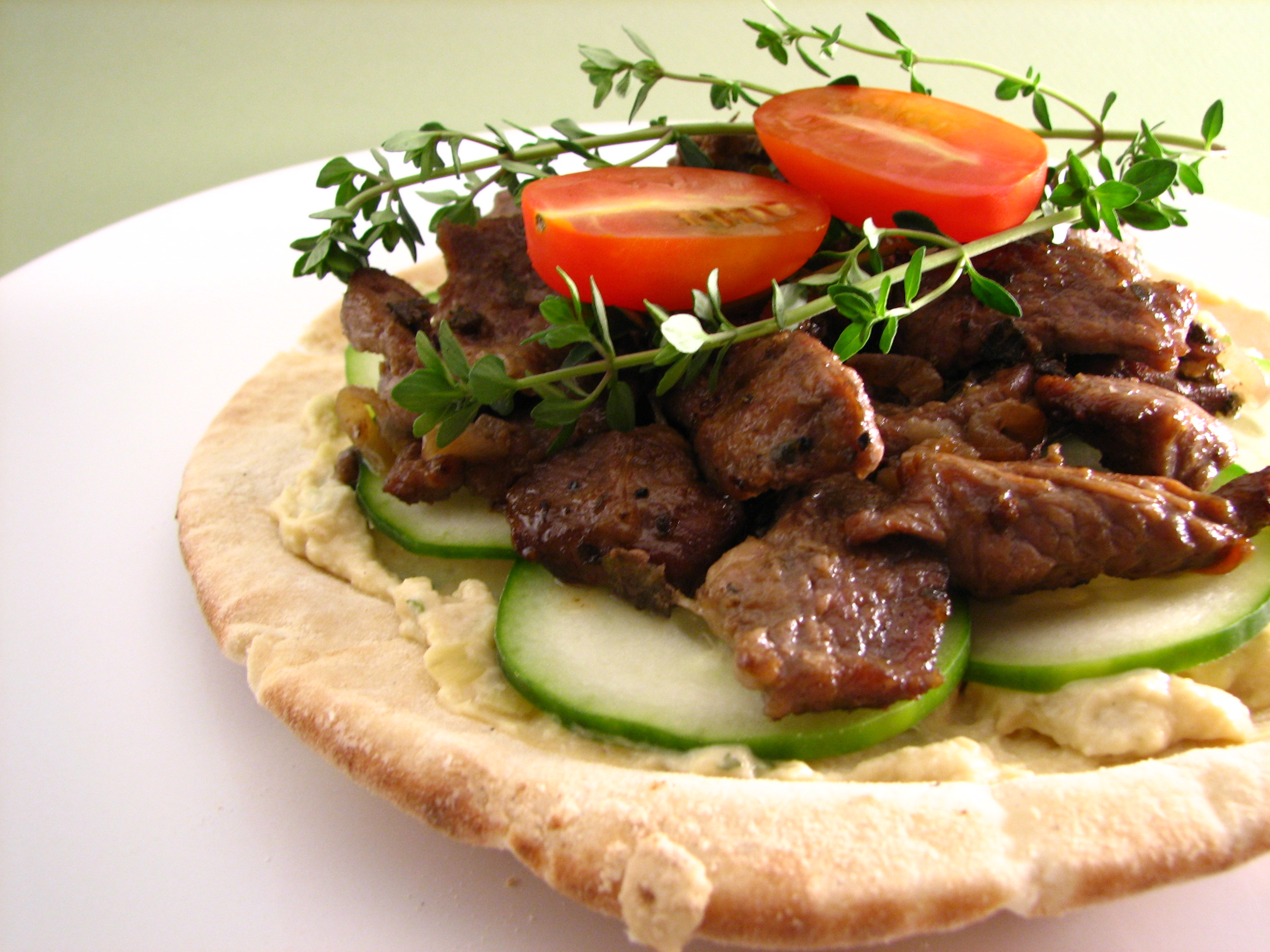
Піта з хумусом і шматками смаженої баранини

Піта (грец. πίτα; італ. pitta) — круглий, плоский пісний хліб, який готується з тонкого білого або коричневого борошна. Надзвичайно популярний на узбережжі Середземного моря і в країнах  Близького Сходу.

## Історичні відомості
Перші згадки про такий хліб трапляються у Старому Заповіті: в івритському оригіналі згадується «пат хліба» (פת לחם), що можна перекласти як «велика хлібна пита», «коровай». Українською мовою це словосполучення перекладено як просто «хліб» (наприклад, «Буття» 18:6). «Піта» — це скорочене ім'я від «пат».

## Загальна характеристика
Відмінна риса традиційної арабської піти — водяна пара, що утворюється в тісті при смаженні піти, накопичується в міхурі в центрі коржів, відокремлюючи шари тіста. Таким чином, усередині коржі утворюється «кишенька», яку можна відкрити, надрізати край піти гострим ножем, і в яку можна покласти салати чи м'ясо. Завдяки цій кишеньці, арабська піта — визнаний супутник мандрівників: у неї заздалегідь можна покласти салати, шніцель, варені сосиски,  шаурму, картопляні чипси тощо, потім запакувати начинені піти в поліетиленові пакети, а потім, під час привалу, насолодитися їжею, не використовуючи ані тарілок, ані виделок, ані ножів.
Середній діаметр традиційної арабської піти зазвичай 15–20 сантиметрів. Крім арабської піти, існує ще кілька різновидів піт; наприклад, до таких різновидів можна віднести грузинський лаваш (великі пишні короваї без кишеньки) і друзькі піти — лафи (надзвичайно тонкі, але дуже великі коржі), індійські чапаті.